# Commerce (Seine)
Der Commerce (französisch: Rivière du Commerce) ist ein kleiner Fluss im Nordwesten von Frankreich, der im Département Seine-Maritime der Region Normandie östlich der Stadt Le Havre verläuft.

## Geografie

### Verlauf
Der Commerce entspringt im Stadtgebiet von Bolbec, entwässert generell Richtung Südsüdost durch die Landschaft Pays de Caux und mündet nach rund 15 Kilometern im Gemeindegebiet von Lillebonne als rechter Nebenfluss in die Seine. Im Mündungsgebiet ist der Commerce bereits von den Gezeiten betroffen. Auf seinem Weg wird er von der Bahnstrecke Bréauté-Beuzeville–Gravenchon-Port-Jérôme begleitet, die jedoch für den Personenverkehr eingestellt wurde und aktuell nur mehr den Güterverkehr für das große Industriegebiet bei Port-Jérôme-sur-Seine bedient.

### Durchquerte Gemeinden
(Reihenfolge in Fließrichtung)
- Bolbec
- Gruchet-le-Valasse
- Port-Jérôme-sur-Seine
- Lillebonne